# German Apukhtin
Pour les articles homonymes, voir Apoukhtine (homonymie).
German Apukhtin (en russe : Герман Николаевич Апухтин, Guerman Nikolaïevitch Apoukhtine), né le 12 juin 1936 à Moscou et mort le 31 décembre 2003,,, est un footballeur ayant joué pour l'Union soviétique de 1957 à 1958, puis de 1960 à 1961. Il remporte l'Euro 1960 avec son pays.

## Carrière

### Début au Lokomotiv Moscou
Apukhtin est formé avec le club du Lokomotiv Moscou. Il joue une saison avec l'équipe professionnelle, totalisant 17 matchs pour 3 buts marqués. Il est ensuite transféré au CSKA Moscou.

### CSKA Moscou et Champion d'Europe 1960
La saison 1957 s'apprête à débuter, et Apukhtin se voit transféré pour la première fois, à l'âge de 20 ans. Apukhtin reste au club du CSKA pendant 9 saisons, durant lesquelles il dispute 141 matchs, et trouve 42 fois le chemin des filets. 
Apukhtin est retenu en sélection nationale pour disputer la Coupe du monde 1958 organisée en Suède. L'URSS est éliminé dès le premier tour. Lors de la compétition, il dispute un match face à l'Angleterre, sans marquer de but.
German gagne deux fois le titre de meilleur buteur de la Soviet Top league en 1958 et 1959. Un des grands moments de la carrière d'Apukhtin est l'Euro 1960 qui se déroule en France. Il est sacré avec son pays champion d'Europe ; après avoir passé les éliminatoires, l'URSS gagne contre la Tchécoslovaquie en demi-finale 3 à 0, et bat la Yougoslavie en finale sur le score de 2 buts à 1. Seul bémol, Apukhtin ne dispute aucun match lors de cette compétition.

### Fin de carrière
Apukhtin part ensuite au SKA Novossibirsk, où il reste deux saisons (1965 et 1966) avec 52 matchs pour 25 buts marqués. Il part ensuite SKA Odessa en 1966, où il joue 20 matchs pour 4 buts inscrits. Il termine enfin sa carrière au Metallourg Lipetsk, où il évolue lors des saisons 1967 et 1968.

## Statistiques
| Saison                | Club                  | Championnat           | Championnat | Championnat | Coupe(s) nationale(s) | Coupe(s) nationale(s) | Total | Total |
| Saison                | Club                  | Division              | M.          | B.          | M.                    | B.                    | M.    | B.    |
| 1955                  | Lokomotiv Moscou      | D1                    | 4           | 0           | -                     | -                     | 4     | 0     |
| 1956                  | Lokomotiv Moscou      | D1                    | 13          | 3           | -                     | --                    | 13    | 3     |
| Sous-total            | Sous-total            | Sous-total            | 17          | 3           | -                     | -                     | 17    | 3     |
| 1957                  | CSK MO Moscou         | D1                    | 19          | 7           | 2                     | 1                     | 21    | 8     |
| 1958                  | CSK MO Moscou         | D1                    | 20          | 10          | 1                     | 0                     | 21    | 10    |
| 1959                  | CSK MO Moscou         | D1                    | 22          | 9           | -                     | -                     | 22    | 9     |
| 1960                  | CSKA Moscou           | D1                    | 26          | 3           | 1                     | 0                     | 27    | 3     |
| 1961                  | CSKA Moscou           | D1                    | 22          | 6           | -                     | -                     | 22    | 6     |
| 1962                  | CSKA Moscou           | D1                    | 15          | 5           | 1                     | 0                     | 16    | 5     |
| 1963                  | CSKA Moscou           | D1                    | 12          | 2           | -                     | -                     | 12    | 2     |
| 1964                  | CSKA Moscou           | D1                    | 5           | 0           | -                     | -                     | 5     | 0     |
| Sous-total            | Sous-total            | Sous-total            | 141         | 42          | 4                     | 1                     | 145   | 43    |
| 1965                  | SKA Novossibirsk      | D2                    | 44          | 21          | 4                     | 1                     | 48    | 22    |
| 1966                  | SKA Novossibirsk      | D2                    | 8           | 4           | -                     | -                     | 8     | 4     |
| 1966                  | SKA Odessa            | D1                    | 13          | 3           | 1                     | 0                     | 14    | 3     |
| 1967                  | SKA Odessa            | D2                    | 7           | 1           | -                     | -                     | 7     | 1     |
| 1967                  | Metallourg Lipetsk    | D3                    | 1+          | 6           | 2                     | 1                     | 3     | 7     |
| 1968                  | Metallourg Lipetsk    | D3                    | 29          | 0           | 2                     | 1                     | 31    | 1     |
| Sous-total            | Sous-total            | Sous-total            | 102+        | 35          | 9                     | 3                     | 111   | 38    |
| Total sur la carrière | Total sur la carrière | Total sur la carrière | 260+        | 80          | 13                    | 4                     | 273   | 84    |